# Моше Цві Гітерман
Моше Цві Ґітерман із Саврані (Мойше-Цві Савранер; бл. 1775 — 1838) — відомий хасидський цадик XIX століття, який здобув популярність як Савранський Ребе. Учень Шимона Шломо Гітермана (I), Леві Іцхака з Бердичева і Баруха з Меджибожа (онука Баал-Шем-Това). Був впливовим хасидським лідером західної України, число послідовників якого обчислюється тисячами. Заснував Савранську хасидську династію, яка існує і сьогодні — її духовний центр розташовується в Єрусалимі.

## Біографія
Моше Цві Гітерман народився в 1775 році в містечку Саврань. Його батько, Раббі Шимон Шломо (I), був магідом в Саврані і учнем Дов-Бера з Межерича, спадкоємця Баала-Шем-Това, засновника хасидського руху в іудаїзмі.
У 1811 ріку Моше Цві Гітерман стає равином містечка Саврань і лідером хасидов, засновує одну з впливових хасидських династій. Його авторитет як цадика поступово зростає. Після смерті Леві Іцхака з Бердичева, Моше Цві Гітерман стає рабином Бердичева, а пізніше міст Умань і Кишинів.
Раббі Моше Цві Гітерман придбав репутацію вченого і мудреця, який виявляв інтерес до того, що відбувається в навколишньому світі, і, можливо, завдяки цьому його цінували маскілім (прихильники освітнього руху Хаскала).
Продовжувачами справи Савранського ребе в Саврані стають його онуки рабин Іцхак Меір Агер та рабин Давид Гітерман.
Хасиди роду Моше Цві здебільшого були зосереджені на Поділлі і частково в Бесарабії. Наприкінці XIX століття послідовники справи р. Моше Цві (Савранського ребе) переселяються в повітове місто Балта Подільської губернії. Тут вони закладають будівництво синагоги, яка згодом отримала назву Савранської.
В Саврані поховані раббі Авраам ха-Рофе (народився в 1725 р. в Істамбулі, Туреччина) та його син раббі Шимон Шломо Гітерман (1750-1802 рр.) — магід з містечка Саврань Балтського повіту, батько Савранського ребе Моше Цві Гітермана.
Нащадок савранських цадиків, нинішній Савранський ребе Равін Іцхак Меір Агер — живе в релігійному районі Хар Ноф в Єрусалим і служить главою рабинського суду Єрусалима.